# El Vintró (Calders)
El Vintró era una masia del terme de Calders, al Moianès. Pertanyia a la parròquia rural de Sant Pere de Viladecavalls.
Les seves restes estan situades a 514 metres d'altitud, al sector sud-oriental del terme municipal, prop del termenal amb Talamanca i Monistrol de Calders. És en el vessant nord de la Serra del Vintró, al capdamunt -sud- de la Baga del Vintró, al sud-est del Molí del Blanquer.